# Ministro de jornada
Se conoce en España como ministro de jornada a aquel ministro del Gobierno que acompaña a los reyes en sus actos oficiales. No existe ningún tipo de designación formal ni regla escrita que establezca qué ministro debe acompañar a los reyes, si bien, normalmente, se trata del ministro del ramo que tenga relación con el acto en cuestión. En caso de no poder acudir el ministro del ramo, debe acudir otro, que puede tener mayor o menor relación con el acto.

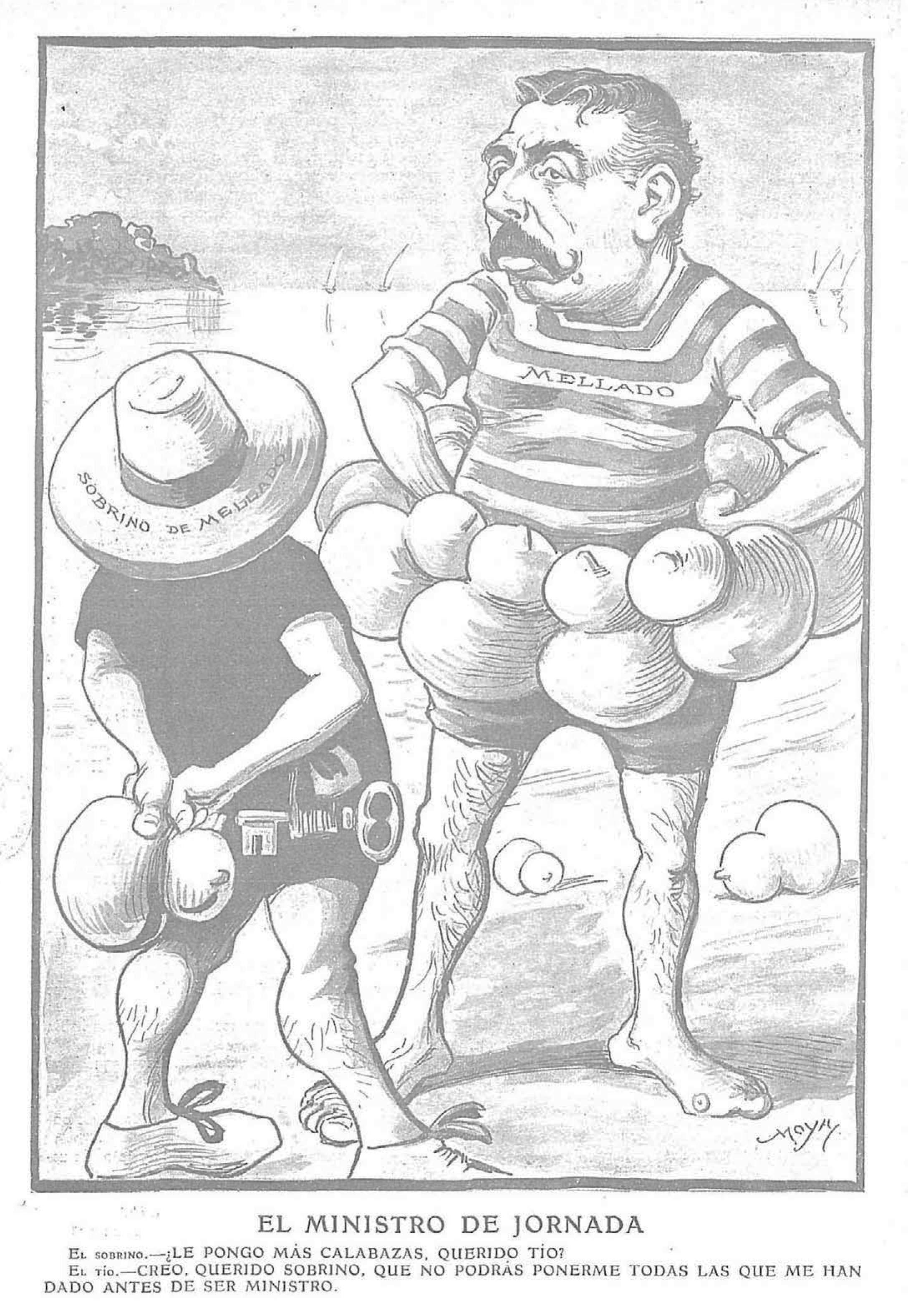
Ilustración satírica del ministro Andrés Mellado y su sobrino, durante su estancia en San Sebastián como ministro de jornada de Alfonso XIII

## Origen
La figura de ministro de jornada se remonta a la regencia de la reina María Cristina, madre de Alfonso XIII. Durante su regencia, la reina regente estableció su lugar de vacaciones en la ciudad de San Sebastián y, tras una interpretación del artículo 49 de la Constitución de 1876 que establecía que únicamente los ministros son responsables, y que «ningún mandato del rey puede llevarse a efecto si no está refrendado por un ministro», se decidió que un ministro estuviese siempre con la reina en su retiro.
Esta tradición se mantuvo durante la Segunda República pero, con motivo de la Guerra Civil y la posterior Segunda Guerra Mundial, esta costumbre se abandonó, si bien Francisco Franco, para mostrar que España había vuelto a la normalidad, la recuperó en 1943, acompañándolo en sus retiros vacacionales, como era tradición, el ministro de Asuntos Exteriores. Se mantuvo hasta 1976, cuando el entonces ministro Marcelino Oreja, decidió suprimirlo definitivamente. Si bien el ministro de Exteriores ya no acompaña a los monarcas en sus retiros vacacionales, la figura se mantiene para el resto de actos oficiales, tanto en España como en el exterior.

## Críticas
Se trata de una tradición tan arraigada que se han vertido muchas críticas a los gobiernos que la han incumplido. Por ejemplo, en 2015, se especuló y criticó en los medios la posibilidad de que el rey viajase a Etiopía únicamente acompañado por el secretario de Estado de Asuntos Exteriores, Ignacio Ybañéz Rubio, (aunque finalmente le acompañó el ministro de Industria, José Manuel Soria). En 2016, el rey acudió a la entrega de los Premios Princesa de Girona acompañado del secretario de Estado de Educación, Marcial Marín.
Asimismo, fue criticada la ausencia de ministro acompañando al rey Felipe durante su viaje a Argentina para asistir a la toma de posesión del nuevo presidente, Javier Milei, en diciembre de 2023, siendo el monarca acompañado únicamente por el secretario de Estado para Iberoamérica, Juan Fernández Trigo.